# Gian Francesco de' Maineri

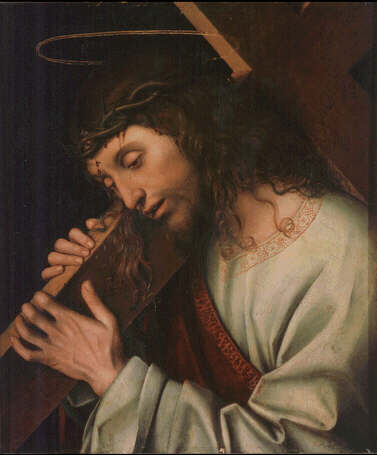
Cristo portacroce, Galleria degli Uffizi, Firenze

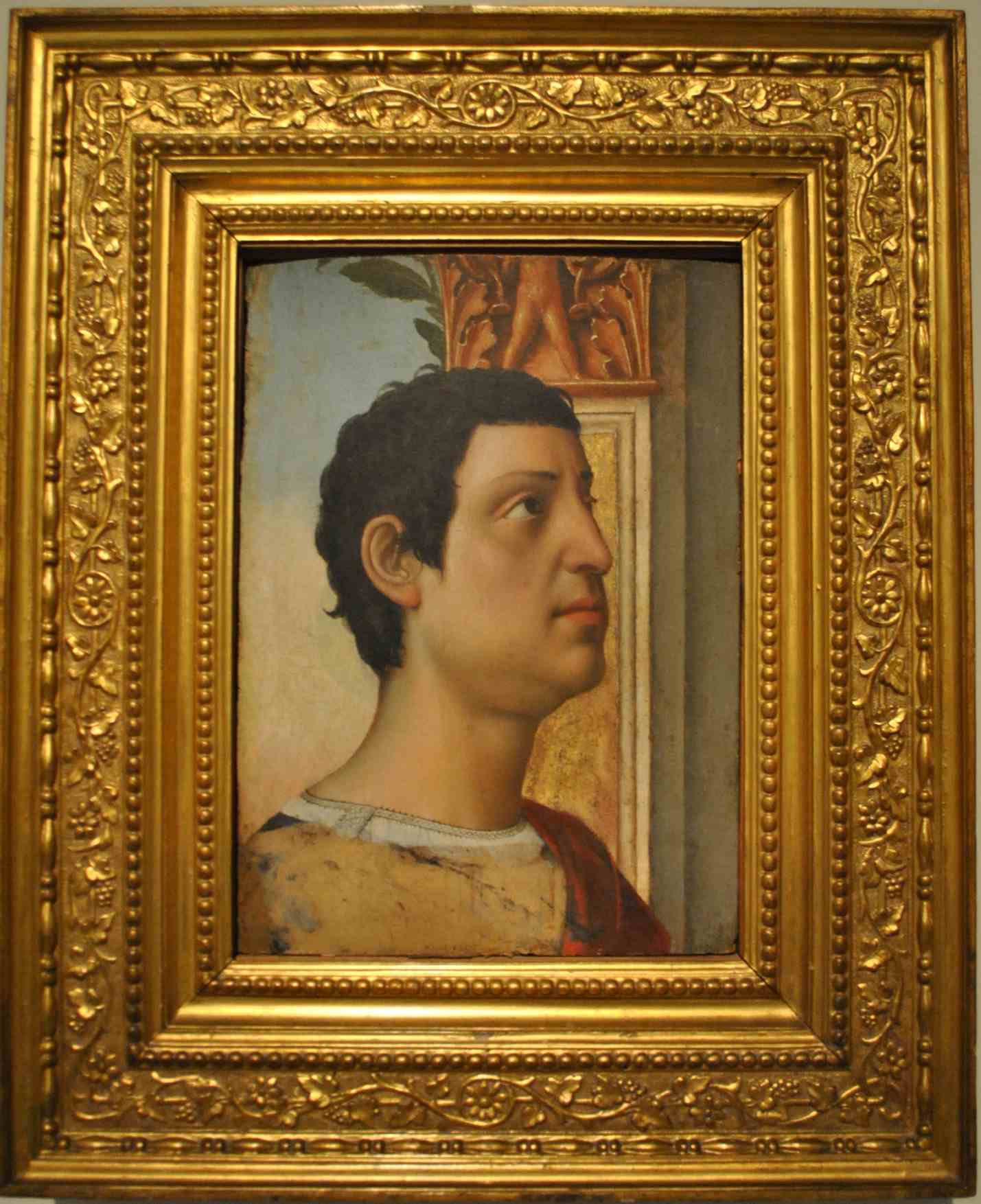
Ritratto di Alessandro Feruffino, Pinacoteca nazionale di Bologna

Gian Francesco de' Maineri (Parma, 1460 circa – documentato fino al 1506) è stato un pittore italiano.

## Biografia
Figlio del pittore Pietro Maineri, è documentato a partire dal 1489 presso la corte degli Estensi a Ferrara. È probabile una sua attività di miniatore. È attivo in maniera discontinua a Mantova come pittore dal 1498 per la corte dei Gonzaga dove realizzerà alcuni ritratti andati perduti tra cui quello di Isabella d'Este. Il suo stile molto influenzato dalla pittura ferrarese della fine del XV secolo è molto vicino a quello di Ercole de' Roberti con il quale è stata ipotizzata una possibile collaborazione.

## Opere principali
- Cristo portacroce, Galleria degli Uffizi, Firenze
- Cristo portacroce, Museo dell'Ermitage, San Pietroburgo
- Cristo portacroce, Accademia Carrara, Bergamo
- Cristo portacroce, Galleria Estense, Modena
- Cristo portacroce, Galleria Doria-Pamphili, Roma
- Cristo portacroce, collezione privata, Roma
- Cristo portacroce (disegno preparatorio), Pinacoteca Ambrosiana, Milano
- San Sebastiano, 1500 circa, olio su tavola, Washington, National Gallery of Art
- Madonna col Bambino in trono e santi, Fitzwilliam Museum, Cambridge
- Madonna col Bambino in trono tra un soldato e san Giovanni Battista, (finito da Lorenzo Costa) National Gallery, Londra
- Scena di sacrificio, Art Institute of Chicago, Chicago
- Flagellazione di Cristo, Museo Poldi Pezzoli, Milano
- Madonna con Bambino in trono con i santi Tommaso apostolo e Nicodemo, Metropolitan Museum of Art, New York
- Ex voto, Kress Study Collection, Museum of Art and Archaeology dell'Università del Missouri, Columbia (Missouri)
- Madonna col Bambino, Accademia Albertina, Torino
- Testa recisa di san Giovanni Battista, Pinacoteca di Brera, Milano
- Testa di san Giovanni Battista, Pinacoteca nazionale, Ferrara
- Ritratto di Alessandro Feruffino, Pinacoteca nazionale di Bologna (già in Santa Maria degli Angeli a Ferrara)
- Lucrezia, Bruto e Collatino, Galleria Estense, Modena